# نيلسون مارتن
نيلسون مارتن هو لاعب كرة القدم الكندية كندي، ولد في 24 أغسطس 1958 في تورونتو في كندا.